# Wizjoner (album)
Wizjoner – trzeci album studyjny polskiego rapera Pona. Został wydany 8 lutego 2012 roku, po pięciu latach od poprzedniej płyty, nakładem wytwórni Creative Music. Za produkcję muzyczną odpowiadali 7th Swordsman i Piotr "Skuter" Skotnicki, natomiast za gramofonem stanął DJ Def. Do projektu zostali zaproszeni także muzycy: Artur Włodkowski - saksofon (współpracował m.in. z Kukiz), Paweł Bomert - gitara basowa (Tetar Warlikowskiego, Plastic), Piotr Remiszewski - perkusja (Kayah, Justyna Steczkowska) i Piotr Winnicki - gitara (Lady Pank, Anita Lipnicka). Wśród gości znaleźli się także Fu, Pewna Pozycja, Zarys Zdarzeń oraz Brakujący Element. Materiał był promowany teledyskami do utworów "Jestem wolny", "Żelazna wola" i "Bańka". 
Nagrania dotarły do 19. miejsca zestawienia OLiS.

## Lista utworów
Opracowano na podstawie materiału źródłowego.
1. "Intro" - 0:57
2. "Hej przygodo" - 3:29
3. "Bańka" (gościnnie: Fu) - 3:12
4. "Żelazna wola" (gościnnie: Dragon) - 3:36
5. "Jestem wolny" - 3:38
6. "Wizjoner" - 4:56
7. "Protoplasta stylu" (gościnnie: Pewna Pozycja) - 3:30
8. "Skit	PONO" - 0:56
9. "Oddech" - 4:02[A]
10. "Stan umysłu" (gościnnie: Spalto, Kazan) - 4:19
11. "Podejscie" - 3:05
12. "Schemat" (gościnnie: Zarys Zdarzeń) - 3:38
13. "Istota" - 3:32
14. "Bezwarunkowo" - 3:20[B]
15. "Outro" - 1:03
16. "Żelazna wola (Remix)" (gościnnie: Dragon, Brakujący Element) (utwór dodatkowy)

Notatki
- A^ W utworze wykorzystano sample z piosenki "Thinking of You" w wykonaniu Jay Dee[8].
- B^ W utworze wykorzystano sample z piosenki "Beggar's Song" w wykonaniu Wet Willie[8].